# کچل‌محمدلی
کچل‌محمدلی (ترکی آذربایجانی: Kechalmamedli) یک منطقهٔ مسکونی در جمهوری آرتساخ است که در استان هادروت واقع شده‌است.